# Elephantorrhiza schinziana
Elephantorrhiza schinziana är en ärtväxtart som beskrevs av Moritz Kurt Dinter. Elephantorrhiza schinziana ingår i släktet Elephantorrhiza och familjen ärtväxter. Inga underarter finns listade i Catalogue of Life.